# 周埈年

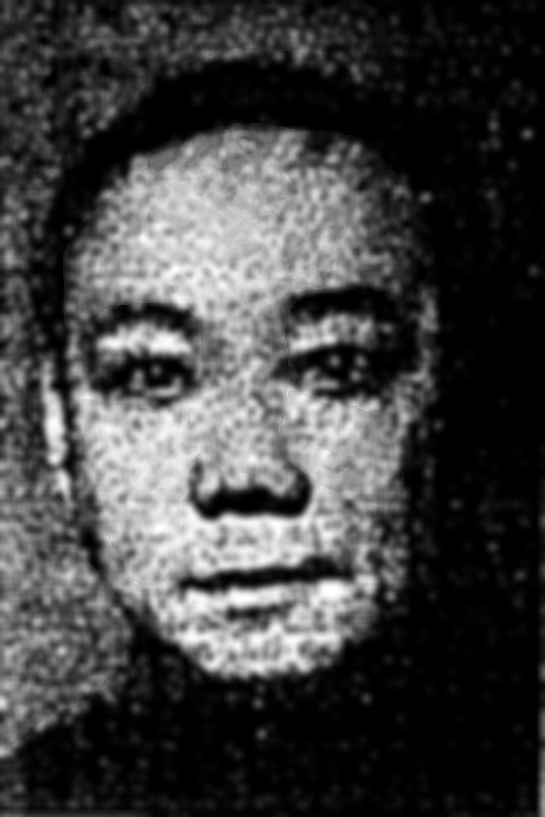
約1939年的周埈年

周埈年爵士，CBE，JP（1893年10月22日—1971年1月27日），香港富商及華人領袖，曾為執業大律師，第二次世界大戰前歷任過潔淨局局紳及立法局非官守議員等職；戰後先後獲港府委任為立法局及行政局的首席非官守議員。周埈年亦曾任廣東信託銀行董事長，惟該行在1965年因股災倒閉，引起經濟動盪。

## 生平

### 早年生涯
周埈年祖籍廣東東莞，1893年10月22日生於香港，乃曾任立法局非官守議員的富商周少岐太平紳士與庶室葉氏所出。周埈年雖然為周少歧的第七子，並有「七哥」之稱，但事實上他的六名長兄皆死於夭折。周埈年有一堂弟周錫年爵士，日後亦成為香港的行政、立法兩局非官守議員。
周埈年早年入讀聖士提反書院，1910年畢業後；前往英國牛津大學王后學院修讀法律，終在1914年畢業，並且在英國中院考取得執業大律師資格，及後又在牛津取得文學碩士學位。
在1914年返港後，周埈年曾經執業數月，但不久就放棄大律師的工作，改為打理家族業務，開始從事金融及保險工作，很快就成為了華人社會的僑領之一。周埈年初年出任過安全火燭保險公司及香港九龍置業按揭公司的總經理、以及裕安輪船公司監督，後來又出任油蔴地小輪公司、中華娛樂置業公司、第一人壽保險公司及廣東信託銀行等等的董事長；另外也是香港電燈公司、香港電話公司、中華百貨公司及香港船廠公司等的董事。

### 公職生涯
作為華人領袖，周埈年在1922年獲港府委任為非官守太平紳士，其後又於1929年獲委任為潔淨局（市政局前身）局紳。在1931年，周埈年獲港督貝璐爵士委為立法局非官守議員，並在同年12月10日正式宣誓，以填補周壽臣爵士退休後遺下的空缺，成為香港歷史上首位繼父親（即周少岐）成為立法局議員的人士。及至1937年1月，周埈年進一步取代曹善允博士，累遷成為立法局首席華人非官守議員。到1939年12月，由於已屆任期極限，周埈年退出立法局，而首席華人非官守議員一銜則由好友羅文錦爵士接替。
香港在第二次世界大戰期間曾經淪陷，並經歷了三年零八個月的日治時期。日治時間完結後，香港自1945年9月至1946年4月一度由英國的臨時軍政府作出管理。臨時軍政府由於人手短缺，以及為安撫華人，周埈年在1945年接受軍政府臨時委任為副華民政務司，並在九龍辦公，以協助維持重光後的政治局面。
在1946年5月1日民政恢復後，周埈年被港督楊慕琦爵士重新召到立法局供職，重新擔任首席華人非官守議員，同年還加入行政局成為首席華人非官守議員，使他一時成為戰後華人領袖之首。至1950年，他成為立法局首席非官守議員，並於1953年再一次從立法局榮休，由其堂弟周錫年爵士接任首席非官守議員之位。最後在1959年8月，他繼而退任行政局首席非官守議員之職。為了表彰其在行政局的貢獻，英女皇伊利沙伯二世在他退出行政局後特地下諭旨，御准周埈年可繼續使用行政局議員尊享的「議員」（The Honourable）頭銜。這是繼周壽臣爵士後，再次有華人行政局議員享有如此禮遇。
除了在兩局供職以外，周埈年亦曾任大量不同的公職，當中包括東華三院永遠顧問、保良局永遠總理、中華總商會名譽會董及顧問、工展會名譽會長、南華體育會名譽會長、那打素醫院董事、香港聖約翰救傷會董事、保護兒童會值理、東莞工商總會主席及童軍總會香港分會副會長等職。此外，他也曾是聖士提反書院校董及校友會主席、亦是東莞義學校長。而早在戰前的時候，周埈年已自1931年起出任香港大學校董會成員，他後在1961年港大金禧時獲頒榮譽法學博士學位。
為答謝其長年對社會事務的貢獻，周埈年在1938年元旦獲英皇喬治六世授予CBE勳銜；後在1956年5月，他復於英女皇壽辰榮譽名單中獲勳為爵士。

### 晚年
在1965年2月6日，廣東信託銀行發生擠提事件，兩日後廣東信託銀行全線停業，並波及多間華資銀行爆發擠提，導致1965年香港股災。事件中，廣東信託銀行宣告倒閉，而恆生指數也因這次股災急挫四分之一。周埈年雖身為廣東信託銀行董事長，不過為了自己聲譽，他在股災爆發後立即發表聲明，指到該行一切業務皆由經理部管理，並澄清自己沒有動用銀行的分毫款項，因此並不涉及擠提事件。
周埈年在1968年突然因血栓塞性脈管炎而被送院進行手術，但未幾因情況轉好而返家休養，此後亦減少出席公開場合。1969年曾獲日本政府頒授勳三等瑞寶章。至1970年12月12日，周埈年因為舊病復發而被送入養和醫院，期間每下愈況，最終在1971年1月27日中午12時05分逝世，終年77歲。在他過世那天，正是農曆大年初一。
周埈年身後，其遺體在同年1月31日於香港殯儀館舉行大殮，並由生前六位好友關祖堯爵士、羅理基爵士、周錫年爵士、簡悅強議員、莫應基及盧義明扶靈。遺體隨後安葬於香港仔華人永遠墳場。

## 家庭
周埈年有一元配蘇氏，後來又在1931年迎娶梁彥玲（Elaine Leung）為妻，梁彥玲婚後冠夫姓為周梁彥玲。周埈年與周梁彥玲共有四子一女，四名兒子依次分別叫長子周湛霖、次子周湛燊、三子周湛樵及幼子周湛煌。周梁彥玲曾在1947年12月11日獲委為非官守太平紳士，她在1984年2月12日於養和醫院逝世，積閨享壽77歲。

## 榮譽

### 勳銜
- 太平紳士 （1922年11月23日）

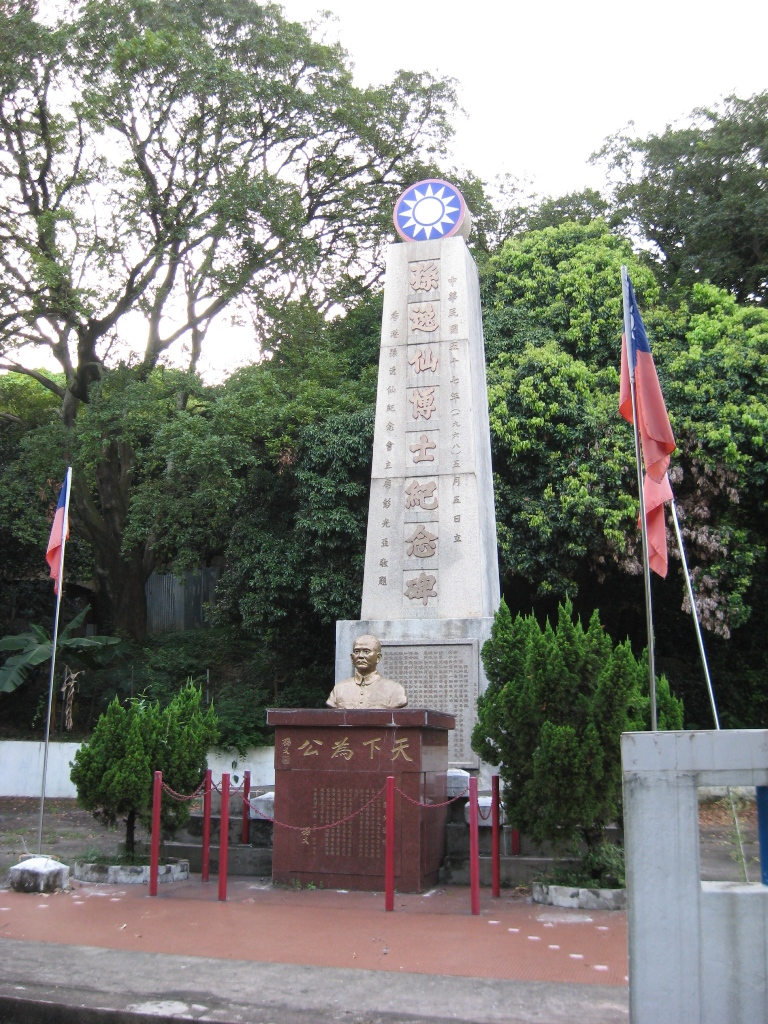
位於香港屯門區的孫逸仙博士紀念碑，碑正下方有周埈年爵士所撰370餘字的碑文。

- 英帝國司令勳章（C.B.E.）（1938年元旦授勳名單）
- 下級勳位爵士 （K.t.）（1956年女皇壽辰授勳名單）

### 榮譽學位
- 榮譽法學博士
  - 香港大學 （1961年）

## 外部連結
- 香港大學贊辭[永久]，1961年

1. ↑  葉氏訃聞. 華僑日報. 1952-09-19. 第二張第二頁.
2. ↑   (PDF). Legislative Council. : 246  [2022-06-21]. （原始内容存档 (PDF)于2021-11-26）. HON. CHAU TSUN-NIN, C.B.E.:— Sir, I declare an interest. I am a member of the Board.
3. ↑  . 華僑日報. 1969-02-11: 5  [2023-11-11]. （原始内容存档于2023-11-11）.